# Urnäsch
Urnäsch es una comuna suiza del cantón de Appenzell Rodas Exteriores y formó parte del extinto distrito de Hinterland. Limita al norte con las comunas de Schönengrund, Schwellbrunn y Waldstatt, al este con Hundwil, al sur con Nesslau-Krummenau (SG), y al oeste con Hemberg (SG).

## Geografía
La ciudad se encuentra situada a 838 metros de altura. Urnäsch es el paso de entrada a la Schwägalp (estación de esquí). Murbach es el punto más bajo y se halla a 722 m s. n. m.; Petersalp es el punto más alto (1590 m s. n. m.). Las localidades de Grünau y Schönau forman parte del territorio comunal.

## Historia
En el año 831 Urnäsch fue mencionado por primera vez como Färchen. En 1344 la localidad fue adquirida por el condado alemán de Werdenberg, pero después la región pasó a manos de la abadía de San Galo.
Tras las batallas de Vögelinsegg (1403) y de Stoss (1405) la región ganó la independencia, pasando a formar parte del cantón de Appenzell.
En 1417 se construyó la iglesia, lo que significaba en ese entonces la independencia y el establecimiento oficial de Urnäsch. El pueblo fue devastado por un incendio en 1641.

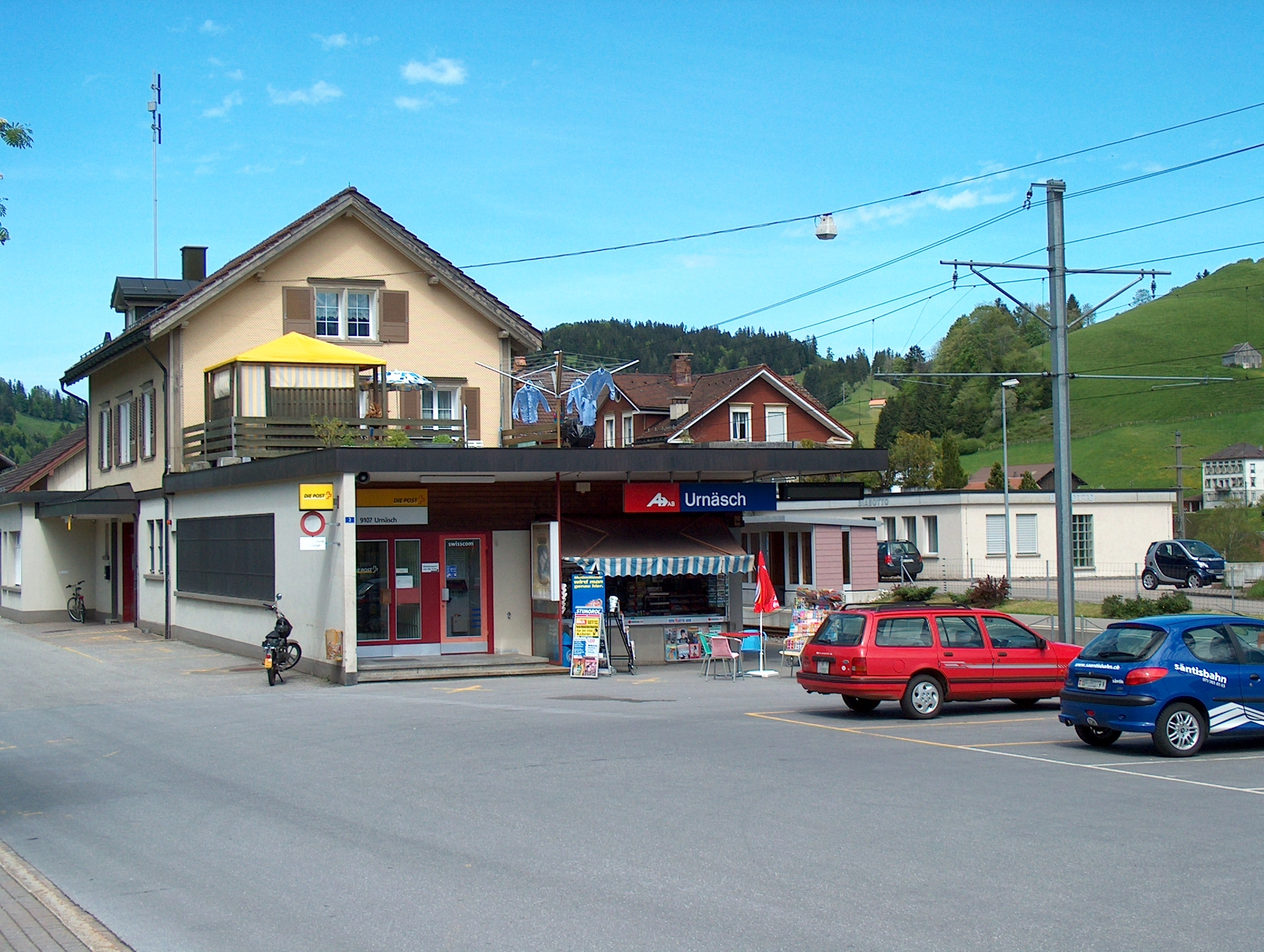
Estación de trenes y oficina de correos de Urnäsch.

## Economía
Unas 950 personas aproximadamente trabajan en el pueblo, un 10% trabaja en el sector agrícola, un 41% en el sector industrial y un 49% en el sector de servicios. La localidad tiene unas 100 granjas y 18 hoteles y restaurantes.

## Sitios de interés
En Urnäsch se encuentra el museo de la patria (de Appenzell), que alberga representaciones de los usos, la cultura y el folclore del pueblo de esta pintoresca región.